# Гидони, Евгения Иосифовна
Евгения Иосифовна Гидони (в замужестве Копельман; 31 декабря 1901 [13 января 1902], Ковна — 23 декабря 1954, Ленинград) — актриса русского театра в Литве и СССР. Сестра искусствоведа А. И. Гидони и художника Г. И. Гидони.

## Биография
Родилась 31 декабря 1901 года в семье ковенского мещанина, кандидата права Иосифа Хаимовича Гидони (1861—1916) и его жены Хаи-Гуты Гиршевны (в девичестве Орелович; 1865—1925). В 1918—1922 годах училась в Школе русской драмы в Петрограде, где её учителями были Ю. М. Юрьев, Е. П. Карпов и Л. С. Вивьен. Сценическую деятельность начала в 1920 году в 6-й передвижной труппе Политпросветуправления Петроградского военного округа. С 1922 по 1925 год выступала на сцене государственного академического театра драмы, позже участвовала в гастролях театра в Москве (1926) и Каунасе (1928). В 1920-е годы играла также в петроградских театрах малых форм — «Гиньоле», «Карусели», «Свободном театре».
В 1927 году вышла замуж за литовского предпринимателя Моисея Симховича Копельмана (1895—1945) и переехала в Каунас (17 сентября 1927 года получила литовский паспорт). В 1930-е годы выступала на литературных вечерах в Каунасе, гастролировала в Рижском театре русской драмы (1930), исполняла роли Мей («Сверчок на печи» по Ч. Диккенсу, с участием М. Чехова) и Савёловой («Мысль» Л. Н. Андреева, с участием Г. Хмары) в гастрольных спектаклях пражской группы МХТ в Каунасе (1933), играла роль Мани в «Чужом ребёнке» В. В. Шкваркина в постановке русской труппы при каунасском обществе «Культура и Жизнь» (1934).
Три первые года Великой Отечественной войны Гидони с мужем и сыном Дмитрием (род. 1928) пережила в каунасском гетто, откуда им удалось бежать 10 июля 1944 года во время ликвидации гетто. 4 сентября 1944 года её муж, М. С. Копельман, был арестован НКГБ и осуждён на 15 лет ИТЛ, однако уже в следующем году умер в Тайшете. В 1945 году Евгения Гидони переехала в Вильнюс. С 1947 по 1949 год — актриса Вильнюсского государственного русского драматического театра.
Похоронена на Большеохтинском кладбище в Ленинграде.
Брат мужа — Лазарь Симхович Копельман (1907—1980), юрист и дипломат, автор трудов по международному праву.

## Роли в театре
Государственный академический театр драмы
- «Шут Тантрис» Э. Хардта — Гимелла
- «Антоний и Клеопатра» У. Шекспира — Хармиана
- «Торжество в Венеции» Н. В. Смолича — Ваноцци
- «Стакан воды» Э. Скриба — герцогиня Мальборо
- «Коварство и любовь» Ф. Шиллера — леди Мильфорд
- «Ткачи» Г. Гауптмана — Анна Вельцель
- «Рыцарь Ланваль» Э. Штуккена — Леонора
- «Идеальный муж» О. Уайльда — леди Чилтерн
- «Маскарад» М. Ю. Лермонтова — баронесса Штраль
- «Тот, кто получает пощёчины» Л. Н. Андреева — Зинида
- «Эуген Несчастный» Э. Толлера — Грета
- «Сарданапал» Дж. Байрона — Мирра
- «Авантюрист» У. С. Моэма — леди Венлей
- «Когда спящий проснётся» М. Б. Загорского — Елена

Рижский театр русской драмы
- «Любовь — книга золотая» А. Н. Толстого — княгиня Серпуховская
- «Обнажённая душа» Г. Уитлея —

Вильнюсский государственный русский драматический театр
- «Русский вопрос» К. М. Симонова — Мэг
- «Губернатор Провинции», братьев Тур и Л. Р. Шейнина — Лилиан Шервуд
- «Доходное место» А. Н. Островского — Вышневская
- «Стакан воды» — Э. Скриба — герцогиня Мальборо[4]